# Membranicellaria dubia
Membranicellaria dubia is een mosdiertjessoort uit de familie van de Membranicellariidae. De wetenschappelijke naam van de soort is voor het eerst geldig gepubliceerd in 1884 door Busk.